# François De Keersmaecker
François De Keersmaecker (né le 12 avril 1958 à Willebroek) est un avocat malinois, président de la fédération belge de football depuis 2006, quand il est élu pour succéder à Jan Peeters, en fin de mandat et non candidat à la réélection. 